# ムワタリ2世
ムワタリ2世 (Muwatalli II、在位：紀元前1295年頃 - 紀元前1272年頃）は、ヒッタイトの王。ラムセス2世が率いるエジプト第19王朝との間でカデシュの戦いを戦った。

## 来歴

### カデシュの戦い
ムルシリ2世の長男として生まれ、父の跡を継いでヒッタイト王となった。祖父であり3代前の王シュッピルリウマ1世の時代から続くシリアへの拡大政策を継承した。エジプト第19王朝のファラオのセティ1世はヒッタイトの宗主権下にあったアムル王国とカデシュ王国に軍を進め、両王国を影響下に置いた。ムワタリは反撃に出てアムルを再びヒッタイトの影響下に置いたが、以後ヒッタイトとエジプトは恒常的な戦争状態に突入した。

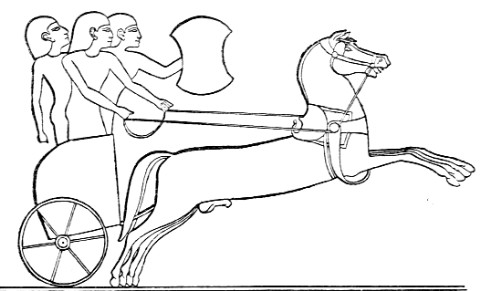
エジプトの壁画に表現されたヒッタイト軍の戦車

セティ1世の死後にファラオとなったラムセス2世は再度、アムル王国の支配を目指して活発な軍事活動を行い、これを制圧した。そして紀元前1274年にムワタリとラムセス2世はオロンテス川河畔のカデシュでそれぞれ自ら軍を率いて戦った（戦闘の経過はカデシュの戦いの記事を参照）。この戦いの結果、ヒッタイトはアムル王国とカデシュ王国に対する影響力の保持に成功した。

### その他の事績
その後ムワタリはシリア地方での動乱に即応する体制を整えるために、首都をシリア地方により近い南方のタルフンタッサに遷した。ただしタルフンタッサへの遷都は、旧都ハットゥシャが北方のカシュカに近すぎてたびたび攻撃を受けていたのを嫌ったためともされる。ハットゥシャの総督には弟のハットゥシリを任命した。彼はムワタリ2世の治世中にカシュカ族からトゥドハリヤ1世の時代に奪われていたネリクまでの土地を征服した。またムワタリが西方のアルザワの一都市であるウィルサの王アラクサンドゥと結んだ条約の写しが発見されている。そのほかアダナ近郊のシルケリ・ヒュユクでは彼の名が刻まれた摩崖碑文が発見されているが、こうした屋外のヒッタイト碑文としては最古の例とされる。
ムワタリが死んだ時、不和だった王妃との間に息子がおらず、古いヒッタイトの継承法に基づいて庶子のムルシリ3世（フルリ語：ウルヒ・テシュプ）が王位を継いだ。